# Ephedra multiflora
Ephedra multiflora — вид голонасінних рослин класу гнетоподібних.

## Опис
Чагарник до 2 м заввишки.

## Поширення, екологія
Країни проживання: Аргентина (Катамарка, Жужуй, Неукен, Сан-Хуан); Чилі (Антофагаста). Росте на висотах від 1000 м до 4000 м. Росте в посушливих районах з невеликою кількістю інших рослин, часто в скелястих районах, на гравійному ґрунті або на піщаних дюнах.

## Використання
Стебла більшості членів цього роду містять алкалоїд ефедрин і відіграють важливу роль в лікуванні астми та багатьох інших скарг дихальної системи.

## Загрози та охорона
Немає серйозних загроз в даний час. Деякі екземпляри, як відомо, були зібрані на охоронюваних територіях